# レオン・ポール

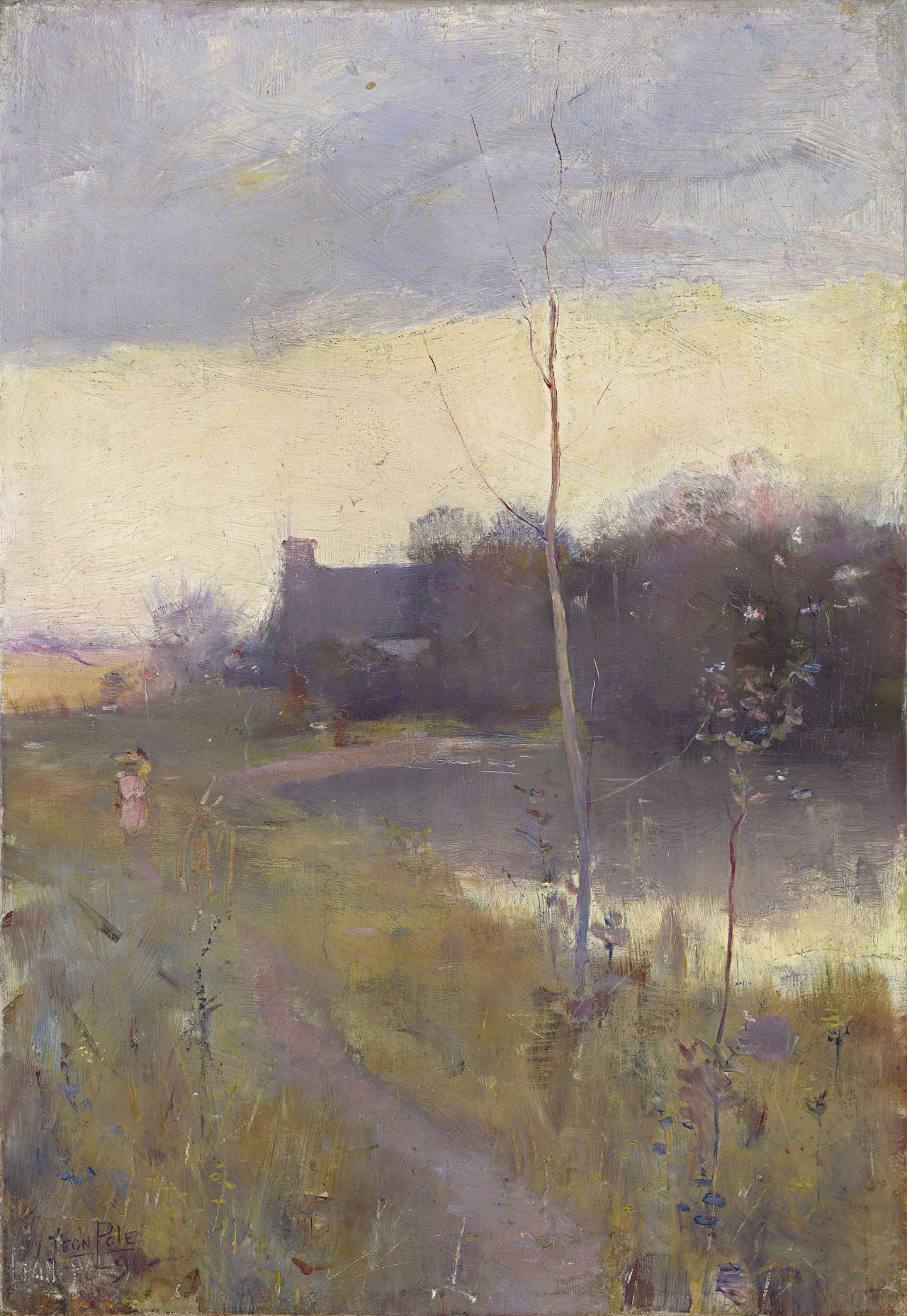
アイバンホー (1891)

レオン・ポール（英語: Leon Pole, 1871年6月28日 - 1951年12月31日）は、オーストラリアの画家である。オーストラリアにおける印象派のスタイルの画家グループ、「ハイデルバーグ派」(Heidelberg School)の画家から影響を受けた世代の画家である。

## 略歴
オーストラリア、南オーストラリア州のアデレードで生まれた。メルボルンに移り1888年から1892年の間、ビクトリア国立美術館付属の美術学校(National Gallery of Victoria Art School)で「ハイデルバーグ派」の画家、フレデリック・マッカビン（1855-1917）に学んだ。学生時代から、アーサー・ストリートン（1867-1943）やチャールズ・コンダー（1868-1909）、トム・ロバーツ（1856-1931）といったハイデルバーグ派の画家たちとメルボルン近郊のイーグルトンやハイデルバーグで写生をした。1890年にはウォルター・ウィザーズ（1854-1914）らとアイバンホー(Ivanhoe) のCharterisvilleに滞在し絵を描いた。
レオン・ポールの最も良く知られた作品は、村の洗濯女とその2人の娘を描いた「The Village Laundress」 (1891)で1987年のオークションで比較的高値で取引されたあと、現在はビクトリア国立美術館に所蔵されている。
レオン・ポールはマックス・メルドラム（Max Meldrum: 1875-1955）やライオネル・リンゼイ（Lionel Lindsay: 1874–1961)、ノーマン・リンゼイ（Norman Lindsay: 1879-1969）といった画家たちとともに、ボヘミアン的な行動で知られるメルボルンの「カニバル・クラブ（Cannibal Club）」に参加した 。このグループはロンドンのカニバル・クラブを真似て1890年代に設立されたものである。
1901年にメルボルンの王立展示館で開かれた第一回オーストラリア連邦議会開会式に際して他の3人の画家と壁画を描いた。

## 作品

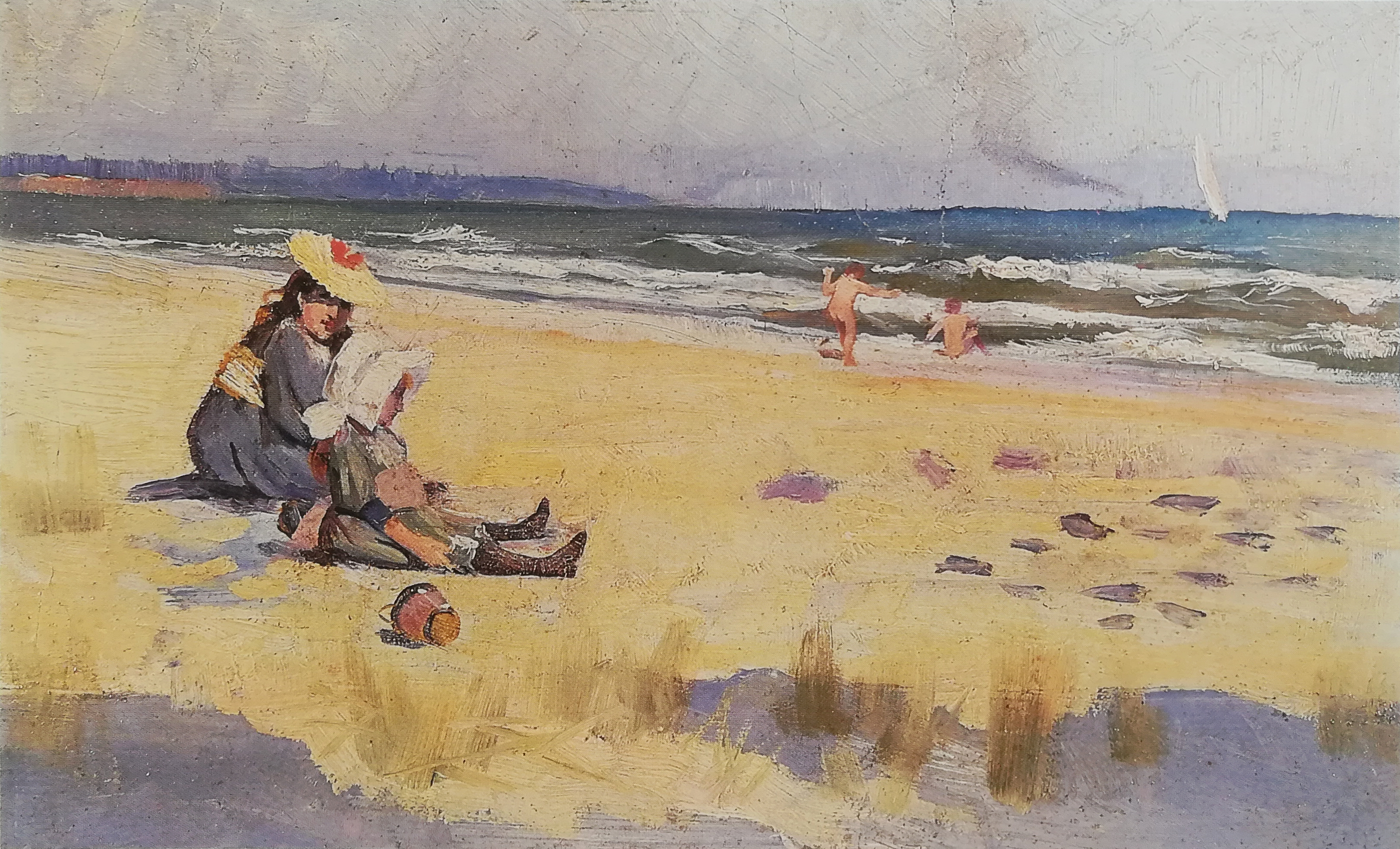
サンドリンガム・ビーチ　(c.1890)